# 헤르만 호트
헤르만 "파파" 호트(독일어: Hermann "Papa" Hoth, 1885년 4월 12일 ~ 1971년 1월 26일)는 제2차 세계 대전 중 제3제국의 장군으로 프랑스에서 빛나는 승리와 독소전쟁 중에 활약했으며, 전쟁 후에는 전쟁 범죄 죄목으로 6년간 수감생활을 했다. 출옥 후에는 군사 역사 분야 저술가로 활동했다. "파파"는 부하들이 붙여준 애칭이다.
호트는 노이루핀에서 군의관의 아들로 태어났다. 1904년 독일 제국군에 입대하여 제1차 세계 대전에 참전했다. 바이마르 공화국 기간 중에도 계속 군에 남아 재조직된 1935년에 소장으로 진급하여 독일 육군(Heer)의 18 보병사단의 사단장이 되었다.
중장으로 승진한 후, 1938년 11월 10일에 15 자동차화 군단(XV.Armee-Korps (mot.)) 군단장으로 취임하여 다음 해인 1939년에 폴란드 침공에 이 부대를 지휘하여 참전했다. 1940년 봄, 서부 유럽 침공작전인 황색 작전에서 성공적으로 임무를 수행하여 동년 7월 19일에 보병 대장으로 승진했다.
1941년 바르바로사 작전에서 호트는 3 기갑집단을 지휘하여 민스크와 비테브스크를 점령하고 10월에 인사 이동에서 카를 하인리히 폰 스투프나겔의 후임으로 우크라이나에서 작전 중이던 17군(17.Armee) 사령관이 되었다. 17군은 1942년 1월에 소련군의 공세로 후퇴하고 있었다.
1942년 6월, 호트는 에리히 회프너 장군으로부터 4기갑군의 지휘권을 인수받아 브랸스크 전선군과 싸웠고, 스탈린그라드 포위를 지원했다. 소련의 천왕성 작전과 솥(Kessel, 여기서는 포위망을 뜻한다.)의 형성 이후, 호트의 기갑군은 소련의 방어선에 구멍을 뚫고 포위망(Kessel)에 갇힌 파울루스의 6군과 연결된 통로를 만드는 임무에 투입되었지만 작전은 실패했다. 1943년 7월, 쿠르스크 전투에도 4기갑군을 이끌고 참가했지만 좁은 기동로에 지나치게 많은 전차를 투입한 제48 기갑 군단이 소련군의 방어에 작전 목표 달성에 크게 실패하는 결과를 낳았고, 전술적 예비대를 두지 않는 실책을 범했다. 결국 쿠르스크 남부 진격은 실패로 돌아가고, 1943년 가을에 소련군은 상호 연결된 일련의 공세를 성공리에 수행하여 독일군을 몰아내자 헤르만 호트는 히틀러로부터 피해와 패배에 대한 비난을 받아 11월에 예비역으로 돌려졌다.
1945년 봄, 그는 다시 현역으로 복귀하여 독일 북부의 하르츠 산맥 수비대장으로 임명되어 전쟁이 끝날 때까지 그 자리를 지켰다.
전쟁 후, 부속 뉘른베르크 재판(Subsequent Nuremberg Trials)에 회부되었고 4기갑군 사령관 당시 "볼셰비즘과 그 살인 조직을 지지하는 유대인, 파르티잔을 섬멸하는 것은 자기 방어 조치이다."라는 명령을 내렸고 전쟁범죄 혐의에서 유죄가 인정, 1948년 10월 27일 15년형을 선고받았다. 형기를 다 채우지 않고 6년 만인 1954년에 석방된 호트는 자신의 여생을 저술활동에 매진했다. 호트는 고슬라어에서 죽었고, 그곳에 묻혔다.

## 참고 자료
영어판의 참고 자료이다.
- Panzer-Operationen: Die Panzergruppe 3 und der operative Gedanke der deutschen Fuhrung, Sommer 1941 (Heidelberg: Kurt Vowinckel Verlag, 1956)